# میریام گایاردو
میریام گایاردو (اسپانیایی: Miriam Gallardo‎؛ زادهٔ ۲ مهٔ ۱۹۶۸) بازیکن والیبال اهل پرو بود.